# Final Exit
Final Exit: The Practicalities of Self-Deliverance and Assisted Suicide for the Dying은 1991년에 출판된 데렉크 한프리가 쓴 죽음에 관한 문제의 책이다.

## 개요
한프리는 신문기자로 작가이며, 아내인 진은 말기암으로 길게 괴로워한 후, 의도적인 약제의 과잉 투여에 의해 죽었다. 그 후 한프리는 캘리포니아의 헴 락 협회(안락사 협회)의 설립자가 되어, 세계 죽음의 권리 협회의 전 회장을 맡아 자신의 죽음을 바라는, 불치의 병에 괴로워하는 사람에의 방법론을 나타내는 것을 목적으로 해 Final Exit를 썼다. 논쟁은, 사람은 자신의 죽음을 스스로 결정할 권리의 시비나, 자기 결정한 안락사를 타인, 특히 의료 관계자가 방조하는 것의 윤리적인 부디라는, 본래 의도하고 있던 논점 이외에, 이 책의 정보가 불치의 병에 걸려 있는 사람에게 한정하지 않고 사용할 수 있어 버리는 점에 대해서도 일어났다.
Final Exit는 「자결」의 계획 및 실행에 대해서, 해야할 것인가 해 바구니 한가 한다면 언젠가라고 하는 곳으로부터 준비를 돕는 사람의 보호, 남겨지는 사람에의 법적 재정적인 준비에 이르기까지 다양한 각도에 대해 논하고 있다. 그러나, 다양한 자살 방법의 이점과 결점을 올리는 것에 역점이 놓여져 있다.
2000년에는 Supplement to Final Exit가 출판되어 규제된 처방약을 사용하지 않는 새로운 방법으로서 헬륨 가스를 사용한 방법을 소개한 장이 추가되었다.
Final Exit는 12개 국어로 번역되었지만, 프랑스에서는 발매 금지가 되었다. 2008년 현재, 영어, 스페인어, 이탈리아어판이 발행되고 있다. 한국어판은 나오지 않았다.
2007년 4월, USA TODAY 종이의 서평가는 여기 4반세기에서 가장 기억에 남은 25권에Final Exit를 들었다.
한 프리는 그 후 이 책의 정보를 VHS 비디오(2000년) 및 DVD(2006년)로 해 반포하고 있다.

## 참고 문헌
- Humphry, Derek (1991). Final Exit: The Practicalities of Self-Deliverance and Assisted Suicide for the Dying. ISBN 0-9606030-3-4.
- Humphry, Derek (2000). Supplement to Final Exit. ISBN 978-0-9637280-3-6
- Humphry, Derek (2002). Final Exit: The Practicalities of Self-Deliverance and Assisted Suicide for the Dying, 3rd edition. ISBN 0-385-33653-5. Delta Trade Paperback. Revised and updated.
- Humphry, Derek (2002). Let Me Die Before I Wake & Supplement to Final Exit. ISBN 978-1-4011-0286-9

## 같이 보기
- 완전자살 매뉴얼